# Бенард Кімелі
Бенард Кімелі (англ. Benard Kimeli, нар. 10 вересня 1995) — кенійський легкоатлет, який спеціалізується в бігу на довгі дистанції, багаторазовий переможець та призер міжнародних змагань з шосейного бігу.
17 жовтня 2020 був дев'ятим на фініші напівмарафонського забігу на чемпіонаті світу (59.42) та став чемпіоном світу в складі кенійської збірної за підсумками командного заліку.